# Гутманя
Гутманя (лит. Gūtmaņa ala) — печера у Латвії, найбільша печера у Прибалтиці. Її обсяг становить 500 м³, а площа — 170 м². Довжина досягає 18.8 м, ширина — 12 м, а максимальна висота стелі становить 10 м. Печера знаходиться на території Гауйського парку, на березі річки Гауя.
Недалеко від печери Гутманя знаходиться туристичний інформаційний центр, в якому можна отримати інформацію про саму печеру, а також найближчих природних і історичних об'єктах, які знаходяться на території Національного парку Гауя.
Стіни печери Гутманя утворені з щільного червоного пісковика, який сформувався ще під час девонського періоду, тобто близько 410 млн років тому. Стіни покриті написами, які мають історичну цінність. Найстаріші написи датуються 16 і 17 століттями.

## Легенда
З печери витікає джерело, яке вважається цілющим і з якім пов'язана місцева легенда.
Згідно з переказами, колись жив тут лівський вождь Ріндауг, у нього була невірна дружина. Як покарання за подружню невірність, вождь наказав закопати свою дружину заживо у високому березі річки Гауя. За легендою джерело утворився зі сліз дружини Ріндауга, він же і розмив велику печеру. Пізніше, лікар, який проживав в селищі, успішно лікував людей водою з цього цілющого джерела. Доктора звали Гутерман. У перекладі з німецького це слово означає «добра людина».